# Maison de quartier

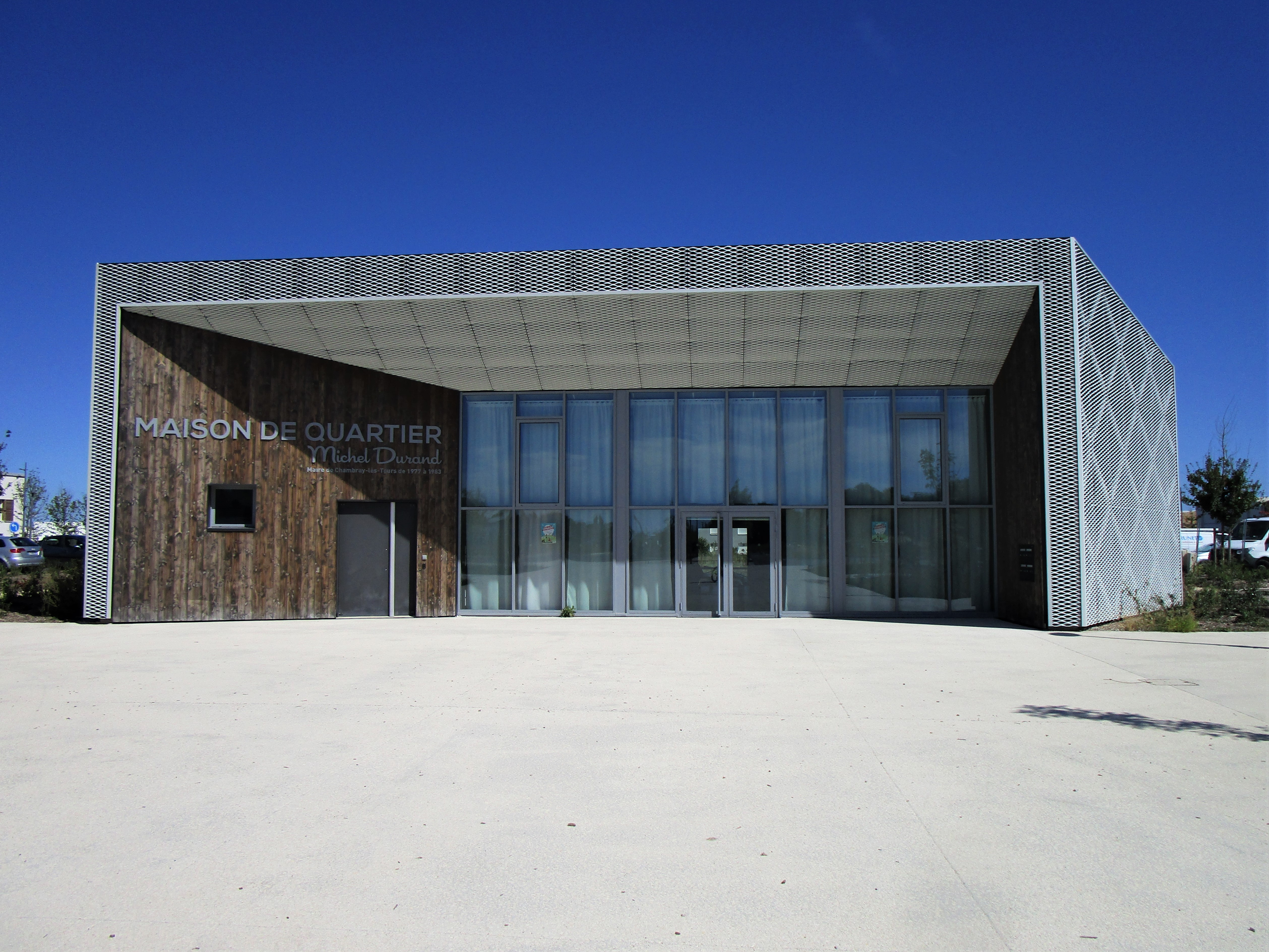
Maison de quartier de la Guignardière, à Chambray-lès-Tours.

Une maison de quartier est un espace d'accueil et de loisirs éducatifs dans le domaine de l'animation socioculturelle, implanté dans les quartiers, villages et grandes villes, proposant aux habitants des actions sociales et socio-éducatives, des services de proximité et des activités socioculturelles. Chaque habitant et association agissant dans ce périmètre trouve sa place en son sein et peut mener les activités ou animations qu'ils souhaitent en direction du reste de la population.

## En France
Les maisons de quartier peuvent être gérées soit par des collectivités territoriales du type municipalité, soit par des associations loi de 1901. Elles disposent souvent d'un accueil collectif de mineurs (ACM).
Des animateurs professionnels ou occasionnels — avec par exemple un brevet d'aptitude aux fonctions d'animateur en accueils collectifs de mineurs (BAFA) — travaillent dans ces lieux afin d'accompagner au mieux tous les acteurs volontaires dans leurs démarches de projet. Ils ont aussi un rôle de coordinateur au niveau local, afin de fédérer les initiatives et de faire émerger des projets collectifs créateurs de liens sociaux.

## En Belgique
Les Maisons de Quartier ont pour mission principale de lutter contre l’isolement de toute personne souhaitant participer à la vie sociale et culturelle du quartier. Tout au long de l’année, elles favorisent/renforcent la cohésion sociale (entre les usagers ou entre les usagers et le milieu associatif du quartier/les institutions publiques) dans un souci de prévention des problématiques individuelles ou collectives rencontrées par le public. 
Elles ont comme objectifs :
- L'éducation permanente exemple : les écoles de devoirs
- L'alphabétisation
- L'accompagnement social exemple : une aide administrative
- Des actions collectives et/ou communautaires. Exemple : réfléchir sur la gestion des déchets sauvages dans une zone du quartier
- Des services aux citoyens et/ou de proximité. Exemple : des navettes pour faire les courses

Chaque maison de quartier va personnaliser son offre en fonction du besoin des citoyens du quartier.
Les maisons de quartier dépendent du niveau de pouvoir communal.